# Колцуняк, Николай Семёнович
Николай Семенович Колцуняк (16 мая 1856, c. Ковалевка, теперь Коломыйского р-на Ивано-Франковской области — 2 июля 1891, с. Яворов, теперь Косовского района той же обл.) — украинский педагог, этнограф, фольклорист и общественный деятель, галичанин. Отец писательницы Марии Колцуняк и известного художника-этнографа Гната Колцуняк.
В 1878 году окончил Станиславскую семинарию, работал в школах Косовщины, учил Марка Черемшину. В 1880 году арестован за социалистическую и атеистическую пропаганду, отбывал заключение в коломыйской тюрьме одновременно с И. Франко.

## Творчество
В 1870-х напечатал сборник «Пісні з Коломийського Підгірья»; в 1891 в журнале «Правда» печаталась его обширная этнографическая работа: «Весілля в Ковалівці».
Записывал песни, сказки, легенды, щедривки и колядки. Собирал материалы для «малорусско-немецкого словаря» Е. Желеховского (т. 1 — 2, 1886) и «Гуцульського словаря» (не опубл.). Вместе с В. Шухевичем и чешским этнографом Ф. Ржегоржа занимался фольклорно-этнографическим изучением Гуцульщины. Опубл. записи колядок и щедривок «Из уст народных» (1877), исследование «Свадьба в Коваливке в уезде Коломыйском» (1890 — 91), статья о народных мастерах резьбы по дереву «Юрий Шкрибляк и его сыновья Василий, Николай и Федор» (1889), сделал в Яворове описание гуцульской свадьбы (не опубл.). Автобиогр. рассказ «Учитель садоводства», несколько стихов и рассказов для детей, изданы в журн. «Звонок» К. 1890, 1892.